# توماس كونور
توماس كونور (بالإنجليزية: Tomás Connor)‏ هو لاعب كرة القدم الغالية أيرلندي، ولد في 13 مايو 1958 في Walsh Island ‏ في جمهورية أيرلندا.